# Claus Thierschmann
Claus Thierschmann (* 14. Februar 1926 in Oschatz; † 11. Februar 2012) war ein deutscher Offizier, zuletzt im Rang eines Generalleutnants der Luftwaffe. Von 1981 bis 1986 war er Kommandierender General des Luftwaffenunterstützungskommandos.

## Leben
Während des Zweiten Weltkrieges war Claus Thierschmann als Luftwaffenhelfer eingesetzt.
Zwischen Oktober 1973 und Januar 1976 war er als Oberst Kommandeur des Luftwaffenversorgungsregiments 1 in Erding.
Im Anschluss war er als Brigadegeneral Abteilungsleiter für Logistik im Bundesministerium der Verteidigung tätig.
Zuletzt war Thierschmann als Generalleutnant vom 1. April 1981 bis zu seiner Verabschiedung in den Ruhestand am 31. März 1986 Kommandierender General des Luftwaffenunterstützungskommandos (LwUKdo).

## Auszeichnungen
- 1980: Verdienstkreuz 1. Klasse
- 1986: Großes Verdienstkreuz des Verdienstordens der Bundesrepublik Deutschland[2]